# Paz Bascuñán
María Paz Bascuñán Aylwin (Santiago de Chile, 2 de junio de 1975) es una actriz chilena.

## Biografía
Es hija de Carlos Bascuñán Edwards; historiador, y de Mariana Aylwin Oyarzún (n. 1949); profesora y política, quien fue diputada y ministra de Educación del presidente Ricardo Lagos. La actriz es la segunda de cuatro hermanos.
Por su lado materno, es nieta de Patricio Aylwin Azócar (n. 1918-f. 2016); presidente de Chile entre 1990 y 1994, y de Leonor Oyarzún Ivanovic (n. 1919-f. 2022); primera dama. Es bisnieta de Miguel Aylwin Gajardo (n. 1889-f. 1976), abogado y presidente de la Corte Suprema de Chile entre 1957 y 1960.
Sus estudios los realizó en el Saint George's College de Vitacura. Ingresó posteriormente a la Escuela de Teatro de la Pontificia Universidad Católica de Chile (PUC). Egresó en 1999.

## Carrera

### 1999-2010: Revelación y consolidación
Su debut en televisión fue en la telenovela Cerro Alegre (1999) de Canal 13, escrita por sus amigos Coca Gómez y Sebastián Arrau. Bascuñán ampliamente atrajo la atención por su actuación. Al año siguiente, fue elegida para el papel principal de la telenovela Piel canela (2001) junto a Benjamín Vicuña, con pésimos resultados de audiencia.
En 2003 se integró al reparto de actores del director Vicente Sabatini en Televisión Nacional de Chile, y coprotagonizó varios años producciones de éxito de dicho canal como Puertas adentro, Los Pincheira, Cómplices y Corazón de María, entre muchas otras.
Su participación en la obra de teatro Esa relación tan delicada, de la autora francesa Loleh Bellón, recibió varios elogios.
En cine ha estado en varias producciones, entre ellas, la película Seis, donde además de ser la protagonista, ofició como guionista.

### 2011-2018:Soltera otra vezy éxito comercial en el cine
En 2011 la actriz fue escogida para encarnar a Cristina Moreno, personaje ficticio de la serie Soltera otra vez de Herval Abreu para Canal 13. Abreu escogió a Bascuñán pues pensó que ella sería capaz de caracterizar de forma adecuada la complicada personalidad de la protagonista. Debido a su éxito en sintonía, entre 2013 y 2018, tuvo dos temporadas al aire con gran audiencia. Bascuñán se transformó en la actriz mejor remunerada de Canal 13 con cifras cercanas a los 15 millones de pesos. Asimismo, recibió alabanzas gracias a su interpretación, recibiendo numerosos premios, entre ellos un Copihue de Oro. 
También condujo un reemplazo a Tonka Tomicic en el matinal Bienvenidos. Gracias a su fama, firmó un exclusivo contrato como rostro publicitario con las marcas de retail Johnson Cencosud, Huggies y Tricot. 
Su popularidad iba en aumento y llegó a los cines con los roles principales de las películas, Sin filtro (2016) y No estoy loca (2018), dirigidas por Nicolás López, con gran éxito comercial. Ambas películas se consolidaron como las de mayores ingresos de taquilla en el país, convirtiendo a Bascuñán en la heroína más exitosa en taquilla de la historia del cine chileno.
A mediados del 2018, luego de su ascendente carrera en cine y televisión, el negativo juicio público que entornaba a Bascuñán ante las fuertes acusaciones de acoso y de abusos sexuales en contra de Abreu y luego de López, la actriz decidió terminar su exclusivo vínculo con Canal 13, después de siete años de una exitosa carrera en la cadena.
En 2021 protagonizó el thriller Demente para Mega, la cual recibió bajos índices de audiencia. Bascuñán manifestó haber quedado con secuelas físicas por lo complejo de su papel.

## Vida privada
La actriz inició una relación con el actor Benjamín Vicuña en 2001, que terminó en 2004. Luego tuvo una relación con el actor Pablo Macaya. Mientras filmaba Pretendiendo en 2006, Bascuñán entabló una relación sentimental con su compañero de reparto, el reconocido presentador de televisión Felipe Camiroaga. Tras el término con Camiroaga, en 2008 contrajo matrimonio con el productor de cine Miguel Asensio Llanos, con quien tuvo a sus dos hijos; Teo (nacido en 2009) y Leonor (nacida en 2012).

## Controversias
En medio de las acusaciones por acoso y abuso sexual en contra de Herval Abreu y Nicolás López (directores con los que tiene un fuerte vínculo de amistad y profesional), ocurridas entre abril y junio de 2018, que dio a conocer la revista Sábado de El Mercurio, Paz Bascuñán recibió diversos cuestionamientos públicos a través de los programas de espectáculos y de las redes sociales debido a sus declaraciones en apoyo a López. Las frases de Bascuñan «mi convicción es que Nicolás no es un violador ni es un abusador sexual porque lo conozco» o «él es un amigo y no soy capaz de darle la espalda», detonaron fuertes críticas hacia la actriz. La Red de Actrices Chilenas y el Ministerio de la Mujer y la Equidad de Género realizaron manifiestos a favor de las víctimas y declararon que: «las acusaciones son gravísimas». Por otro lado, participantes de las manifestaciones feministas de 2018, cuestionaron la defensa de Bascuñán y la tildaron de «encubridora» a través de las redes. En el mismo reportaje cuentan cómo días después que se conocieran las acusaciones de acoso contra Abreu, Miguel Asensio Llanos —marido de Bascuñan, socio, productor y mano derecha de López— habría llamado a una de las afectadas para ofrecerle trabajo en una coproducción con Netflix para evitar una posible denuncia pública. Ante las declaraciones del abogado defensor de las víctimas, Juan Pablo Hermosilla, en contra de Bascuñan y Asencio, la actriz declaró: «no puedo aceptar que un abogado inescrupuloso me vincule a mí y a mi marido como cómplices de abusos». Rodrigo Fluxá, periodista de Revista El Sábado, reveló en 2022 que Bascuñán intentó bloquear el reportaje en contra de Abreu, pidiendo que no le arruinaran la vida a Abreu, además indicando que ella venía de un colegio católico y conocía la palabra clemencia, a través de un llamado telefónico al diario.
En 2019 Paz Bascuñan reafirmó nuevamente el apoyo hacia López en el programa La divina comida y se sostuvo que «con un escándalo de repente puedes saltar a la fama», refiriéndose a un posible aprovechamiento de las mujeres que fueron víctimas. Estas palabras fueron fuertemente criticadas durante la emisión del capítulo en las redes sociales. Dos días después, los opinólogos del programa de espectáculos Intrusos de La Red, criticaron los dichos de Bascuñán, debido a que cuestionó a las mujeres que realizaron las denuncias contra López.
Durante el juicio llevado contra López, Bascuñán declaró como testigo a favor del director de cine, lo cual le conllevó críticas de sus pares como de la opinión pública. Finalmente, López resultó culpable del delito de abuso sexual.

## Filmografía

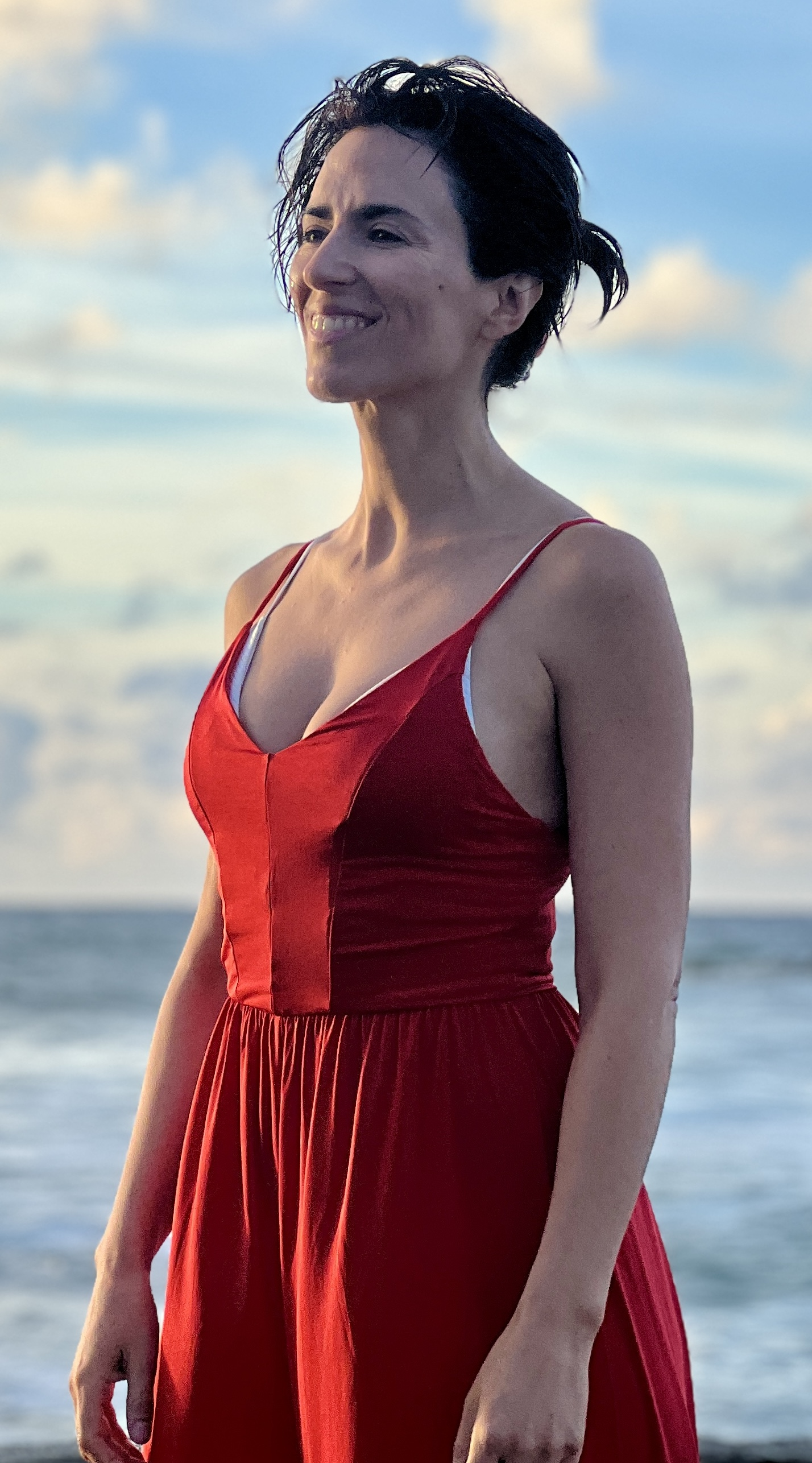
Bascuñan en 2023

| Año  | Título                           | Papel               | Ref.               |
| ---- | -------------------------------- | ------------------- | ------------------ |
| 2006 | Pretendiendo                     | Fernanda            | Claudio Dabed      |
| 2007 | Normal con alas                  | Pascuala Cortazar   | Coca Gómez         |
| 2007 | Santos                           | Presentadora TV     | Nicolás López      |
| 2009 | Seis                             | Florencia           | Cristián Lecaros   |
| 2009 | Retorno                          |                     | Guillermo Almoedo  |
| 2010 | Qué pena tu vida                 | Mariana Vargas      | Nicolás López      |
| 2011 | Qué pena tu boda                 | Mariana Vargas      | Nicolás López      |
| 2012 | Aftershock                       | Mrs. Martinez       | Nicolás López      |
| 2012 | Qué pena tu familia              | Mariana Vargas      | Nicolás López      |
| 2013 | Promedio rojo: Mis peores amigos | Gabriela Delgado    | Nicolás López      |
| 2013 | The Green Inferno                | Lucía (voz)         | Eli Roth           |
| 2014 | Fuerzas especiales               | Mariana Vargas      | José Miguel Zúñiga |
| 2015 | Alma                             | Ana                 | Diego Rougier      |
| 2016 | Sin filtro                       | Pía Vargas          | Nicolás López      |
| 2018 | No estoy loca                    | Carolina Vargas     | Nicolás López      |
| 2019 | Hazlo como hombre                |                     | Nicolás López      |
| 2019 | Dulce familia                    | Alejandra Trujillos | Nicolás López      |
| 2020 | Cosas de hombres                 | Natalia Aravena     | Gabriela Sobarzo   |
| 2022 | S.O.S. Mamis: La película        | Trinidad            | Gabriela Sobarzo   |
| 2023 | Malcriados                       | María               | Gabriela Sobarzo   |
| 2023 | S.O.S. Mamis 2: Mosquita muerta  | Trinidad            | Gabriela Sobarzo   |
| 2023 | Me vuelves loca                  | Silvia              | Gabriela Sobarzo   |
| 2024 | Perra vida                       | Sofía               | Felipe Braun       |
| 2024 | María, me muero                  | Iris                | Gabriela Sobarzo   |

## Televisión
| Año       | Título             | Papel             | Ref.                        |
| --------- | ------------------ | ----------------- | --------------------------- |
| 1999      | Cerro Alegre       | Heidi Astudillo   | Elenco principal            |
| 2001      | Piel Canela        | Marcela Moreno    | Protagonista; 69 episodios  |
| 2003      | Puertas Adentro    | Javiera Martínez  | Elenco principal            |
| 2004      | Los Pincheira      | Trinidad Molina   | Elenco principal            |
| 2005      | Los Capo           | Millarhaü         | Elenco principal            |
| 2006      | Cómplices          | Francisca Durán   | Elenco principal            |
| 2007      | Corazón de María   | Yasna Ceballos    | Elenco principal            |
| 2008      | Viuda Alegre       | Sofía Valdebenito | Elenco principal            |
| 2009      | Los Exitosos Pells | Daniela Caminero  | Elenco principal            |
| 2010      | Martín Rivas       | Mercedes Rivas    | Sin acreditar; ¿? episodios |
| 2012      | Soltera otra vez   | Cristina Moreno   | Protagonista; 44 episodios  |
| 2013–2014 | Soltera otra vez 2 | Cristina Moreno   | Protagonista; 80 episodios  |
| 2016–2017 | Preciosas          | Frida Segovia     | Elenco principal            |
| 2018      | Soltera otra vez 3 | Cristina Moreno   | Protagonista; 101 episodios |
| 2021      | Demente            | Teresa Betancourt | Protagonista; 140 episodios |

#### Series y unitarios
- 2002: Cuentos chilenos
- 2004: La vida es una lotería
- 2004: Loco por ti
- 2009: Una pareja dispareja
- 2020: S.O.S Mamis

#### Programas de televisión
- Paz, música y amor (Zona Latina, 2007) - Conductora
- La ruta del Sahara (Televisión Nacional de Chile, 2008) - Conductora
- Bienvenidos (Canal 13, 2015) - Conductora suplente
- Bailando (Canal 13, 2016) - Participante
- Aquí se baila (Canal 13, 2023) - Participante

#### Publicidad
- Adelgazul (2013) - Protagonista del comercial.
- Huggies (2014) - Protagonista del comercial.
- Tricot (2006-2007)
- Campanario (2016) - Protagonista del comercial.
- Johnson (2016-2020) - Protagonista del comercial

## Premios y nominaciones
| Año  | Premio           | Categoría                            | Producción         | Resultado |
| ---- | ---------------- | ------------------------------------ | ------------------ | --------- |
| 2012 | Copihue de Oro   | Mejor Actriz Popular                 | Soltera otra vez   | Ganadora  |
| 2012 | Premios Fotech   | Mejor Actriz Principal de Teleseries | Soltera otra vez   | Ganadora  |
| 2013 | Premio Altazor   | Mejor Actriz de Televisión           | Soltera otra vez   | Nominada  |
| 2013 | Copihue de Oro   | Mejor Actriz Popular                 | Soltera otra vez 2 | Nominada  |
| 2013 | Premios TV Grama | Mejor Actriz de Televisión           | Soltera otra vez 2 | Nominada  |
| 2016 | Copihue de Oro   | Mejor Actriz Popular                 | Preciosas          | Nominada  |
| 2022 | Premios Caleuche | Mejor Actriz Protagónica             | Demente            | Ganadora  |